# Saturday Church
Saturday Church ist ein Filmmusical von Damon Cardasis, das am 23. April 2017 im Rahmen des Tribeca Film Festivals seine Premiere feierte und am 12. Januar 2018 in die US-amerikanischen Kinos kam.

## Handlung
Der 14-jährige Ulysses ist ein schüchterner und sanftmütiger Junge. Nach dem Tod seines Vaters muss er als „Mann des Hauses“ mit neuen Aufgaben zurechtkommen. Neben seiner berufstätigen und nunmehr alleinerziehenden Mutter Amara lebt er mit seinem jüngeren Bruder Abe und seiner konservativen und herrischen Tante Rose in der New Yorker Bronx zusammen. Ulysses fängt gerade an, seine Identität und Sexualität zu erforschen, stiehlt Nylons, trägt die Schuhe seiner Mutter und flüchtet sich in eine Welt voller Fantasie mit Tanz und Musik. Dies will seine Tante nicht tolerieren. In der Schule ist er aufgrund seiner sensiblen Art Zielscheibe von Mobbing und Spott. Nachdem er von seiner Tante aus der Wohnung geworfen wird, nimmt sein Leben eine positive Wendung, als er auf eine lebhafte Transgender-Gemeinschaft trifft, die ihn zur „Saturday Church“, einem Programm für LGBTQ-Jugendliche, mitnehmen, wo er Gleichgesinnte und schließlich auch zu sich selbst findet. Dort werden einmal in der Woche warme Mahlzeiten für obdachlose, queere Jugendliche serviert, wobei er von Joan begrüßt wird und frische Kleidung erhält.

## Produktion
Es handelt sich bei Saturday Church um Damon Cardasis’ Spielfilmdebüt als Regisseur und Drehbuchautor. Auch der Nachwuchsschauspieler Luka Kain hat als Ulysses erstmals eine Hauptrolle in einem Film übernommen. Margot Bingham spielt seine Mutter Amara, Regina Taylor seine Tante Rose. Joan wird von der Transgender-Aktivistin Kate Bornstein gespielt.
Im September 2017 sicherte sich Samuel Goldwyn Films die US-Vertriebsrechte an Saturday Church. Ende November 2017 wurde ein erster Trailer zum Film veröffentlicht. Der Film feierte am 23. April 2017 im Rahmen des Tribeca Film Festivals seine Premiere und kam am 12. Januar 2018 in die US-amerikanischen Kinos.

## Rezeption

### Kritiken
Der Film konnte bislang 93 Prozent der Kritiker bei Rotten Tomatoes überzeugen. Vielfach wurde der Film von Kritikern als Moonlight meets La La Land beschrieben.

### Auszeichnungen (Auswahl)
L.A. Outfest 2017
- Auszeichnung mit dem Großen Preis der Jury als Bester Schauspieler in einem Spielfilm (Luka Kain)

Tribeca Film Festival 2017
- Nominierung für den Publikumspreis – Narrative (Damon Cardasis)
- Nominierung als Beste Schauspielerin (Mj Rodriguez)
- Nominierung für den Jury-Preis als Best U.S. Narrative Feature (Damon Cardasis)